# Jorge Fernández de Heredia y Adalid
Jorge Fernández de Heredia y Adalid (Madrid, 15 de abril de 1871 - Paracuellos de Jarama, 7 de noviembre de 1936), V conde de Torre Alta, fue un militar español, capitán general de Aragón durante los últimos años del reinado de Alfonso XIII de España.

## Biografía
Nacido el 15 de abril en 1871 en Madrid, era hijo de Francisco de Asís Fernández de Heredia y Pérez de Tafalla, VI Conde de Torre Alta, se casó con María Weyler Santacana, hija del militar mallorquín Valeriano Weyler. Militar y farmacéutico, realizó su carrera en el Protectorado español de Marruecos. Ascendido a general de división, apoyó el pronunciamiento de Miguel Primo de Rivera y durante la dictadura de Primo de Rivera fue diputado de la Asamblea Nacional Consultiva de octubre de 1927 a mayo de 1928. Fue ministro de guerra interino de 1927 a 1928 y capitán general de Canarias del 3 al 21 de enero de 1928. Posteriormente fue capitán general de la V Región Militar. Durante su mandato se produjo la insurrección de Jaca y firmó las penas de muerte de Fermín Galán y Ángel García Hernández. Por este motivo fue relegado durante la Segunda República Española.
Al fracasar el golpe de Estado del 18 de julio de 1936 en Madrid, fue encerrado a la Cárcel Modelo de Madrid. En noviembre de 1936 fue sacado de la cárcel con otros militares, intelectuales y políticos derechistas y llevado a Paracuellos de Jarama, donde fue ejecutado.